# Peter Graf Yorck von Wartenburg

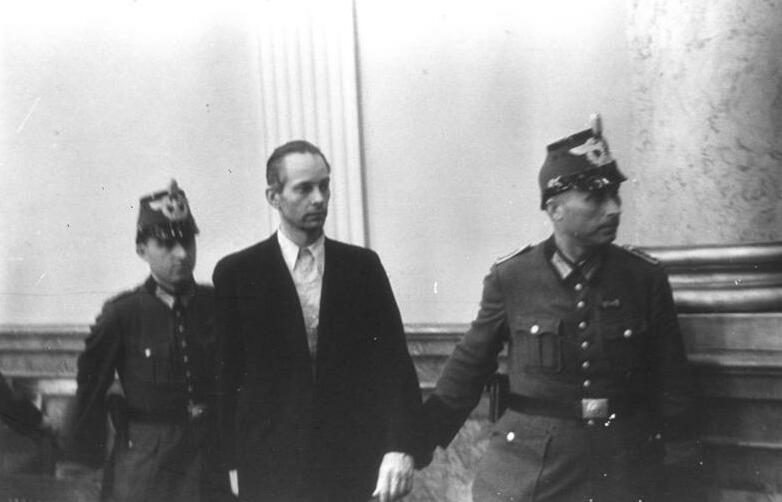
Peter Graf Yorck von Wartenburg w trakcie procesu przed Trybunałem Ludowym

Peter Graf Yorck von Wartenburg (ur. 13 listopada 1904 w Oleśnicy Małej na Dolnym Śląsku, zm. 8 sierpnia 1944 w więzieniu Plötzensee) – niemiecki prawnik i urzędnik. Współzałożyciel antyhitlerowskiego Kręgu z Krzyżowej i jeden z liderów zamachu z 20 lipca 1944.

## Życiorys
Należał do niemieckiego rodu hrabiowskiego Yorck von Wartenburg, pochodzącego od Johanna Ludwiga Yorcka von Wartenburga, pruskiego generała (później feldmarszałka) z okresu wojen napoleońskich. W latach 1923–1926 studiował najpierw w Bonn, a potem we Wrocławiu prawo i politologię. W 1927 obronił dysertację doktorską, a w 1930 w Berlinie zdał egzamin asesorski. W tym samym roku poślubił doktor nauk prawnych Marion Winter. Po krótkim okresie pracy w roli prawnika i referenta w tzw. Pomocy Wschodniej (niem. Osthilfe) – rządowym programie wspierania zagrożonych gospodarczo regionów niemieckich – znalazł zatrudnienie w Prezydium Naczelnym we Wrocławiu. Następnie od 1936 do 1942 roku pełnił funkcję referenta kwestii zasadniczych przy komisarzu Rzeszy ds. kształtowania cen w Berlinie.
Z powodu odmowy przystąpienia do NSDAP od 1938 pomijany był systematycznie w awansach. W tym czasie działał już w ruchu oporu. Jego współpracownikami z tego okresu byli: przyjaciel Fritz-Dietlof von der Schulenburg oraz Ulrich Wilhelm Schwerin von Schwanenfeld. Po pogromach Żydów 9 listopada 1938 (noc kryształowa) założył krąg dyskusyjny skupiony na prawach zasadniczych w nowej konstytucji. Jako oficer rezerwy powołany został na początku wojny do służby wojskowej w Wehrmachcie. W 1942 zaangażowano go w sztabie gospodarczym Wschód (niem. Wirtschaftsstab Ost) – komórce działającej na rzecz maksymalnego gospodarczego wykorzystania terenów okupowanych, podporządkowanej naczelnemu dowództwu sil zbrojnych III Rzeszy.
W styczniu 1940 rozpoczęła się ścisła współpraca Yorcka z Helmuthem Jamesem von Moltke. Wspólnie prowadzili oraz inicjowali spotkania Kręgu z Krzyżowej. Bardzo często odbywały się one w mieszkaniu Yorcka, znajdującym się w Berlinie-Lichterfelde. Odmiennie od swojego przyjaciela Moltkego, Yorck wspierał pomysł zamachu stanu, który miałby poprzedzić zamach na Adolfa Hitlera. Odkąd Claus Schenk Graf von Stauffenberg rozpoczął we wrześniu 1943 przygotowania do zamachu – Yorck wszedł do najściślejszego kręgu konspiratorów. Po udanym zamachu miał według planów objąć funkcję sekretarza stanu przyszłego kanclerza Rzeszy. Po niepowodzeniu zamachu z 20 lipca 1944 został tego samego wieczoru aresztowany. 8 sierpnia 1944 Trybunał Ludowy (Volksgerichtshof) skazał go na karę śmierci. Wyrok wykonano jeszcze tego samego dnia w berlińskim więzieniu Plötzensee.